# Estación de Lille-Flandes

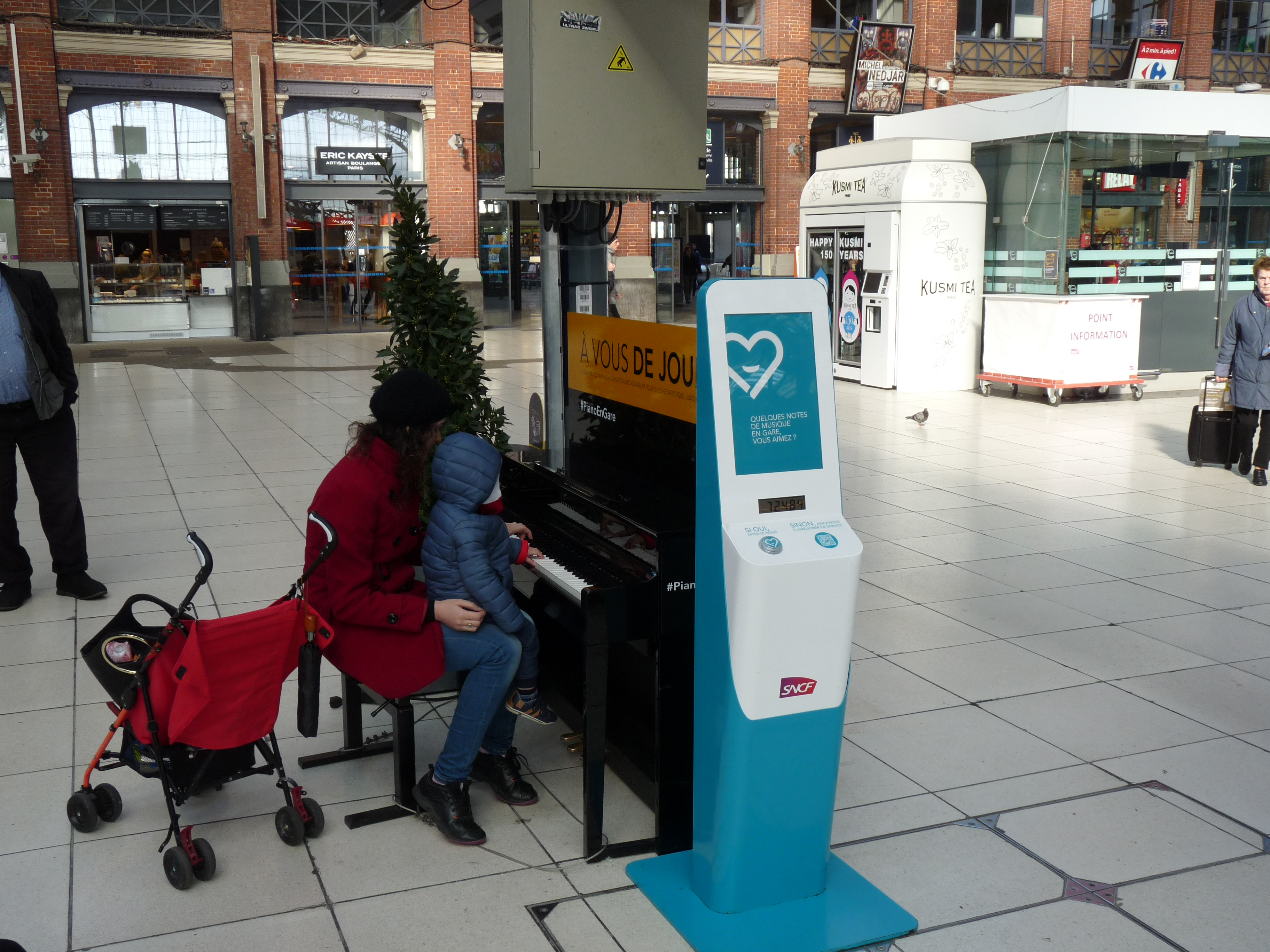
Piano libre

La estación de Lille-Flandes (en francés: gare de Lille-Flandres) es la principal estación ferroviaria de la ciudad francesa de Lille. Históricamente llamada estación de Lille fue renombrada en 1993 con la apertura de la nueva estación de Lille-Europa. 
Es una estación terminal por la que transitan tanto trenes de alta velocidad, como de media distancia y regionales. Ofrece conexiones con Bélgica gracias a los trenes de la SNCB.
En 2007 fue utilizada por 17 millones de pasajeros.

## Situación ferroviaria
La estación se encuentra en el punto kilométrico 250,928 de la línea férrea radial París-Lille. Forma parte también de la línea férrea Lille-Fontinettes que une la ciudad con Calais. 
Además, a apenas dos kilómetros de la estación, al sur de la misma, en el barrio de Five otras cuatro líneas férreas empalman con dicha radial. Son las siguientes:
- Línea férrea Fives-Hirson. Eje transversal de 123 kilómetros que une Lille vía Valenciennes con la frontera Belga.
- Línea férrea Fives-Mouscron. Corto eje de 15 kilómetros que prolonga la radial París-Lille hacia Bélgica.
- Línea férrea Fives-Abbeville. Este eje transversal unía Lille con Abbeville aunque en la actualidad solo llega a Saint-Pol-sur-Ternoise.
- Línea férrea Fives-Baisieux. Corto eje que une Lille con la frontera belga vía Baisieux.

## Historia
La primera estación de Lille no fue más que un pequeño apeadero construido en la localidad de Fives en las afueras de la ciudad para no tener que atrevesar las fortificaciones que rodeaban la misma. Sin embargo, en 1848 la Compañía de Ferrocarriles del Norte decidió realizar la obra abriendo la céntrica estación.

## La estación
La estación muestra un claro diseño neoclásico que data de 1867. Ese año se decidió retirar la fachada de la París Norte para volver a montarla en Lille. Léonce Reynaud, encargado de la obra, añadió a la misma un piso más y un reloj.
Entre 1889 y 1892, fue el arquitecto Sidney Dunnett el que se encargó de construir el interior de la estación.
Se compone de 9 andenes y de 17 vías recubiertas, en su mayoría, por una amplia marquesina metálica.

## Servicios ferroviarios

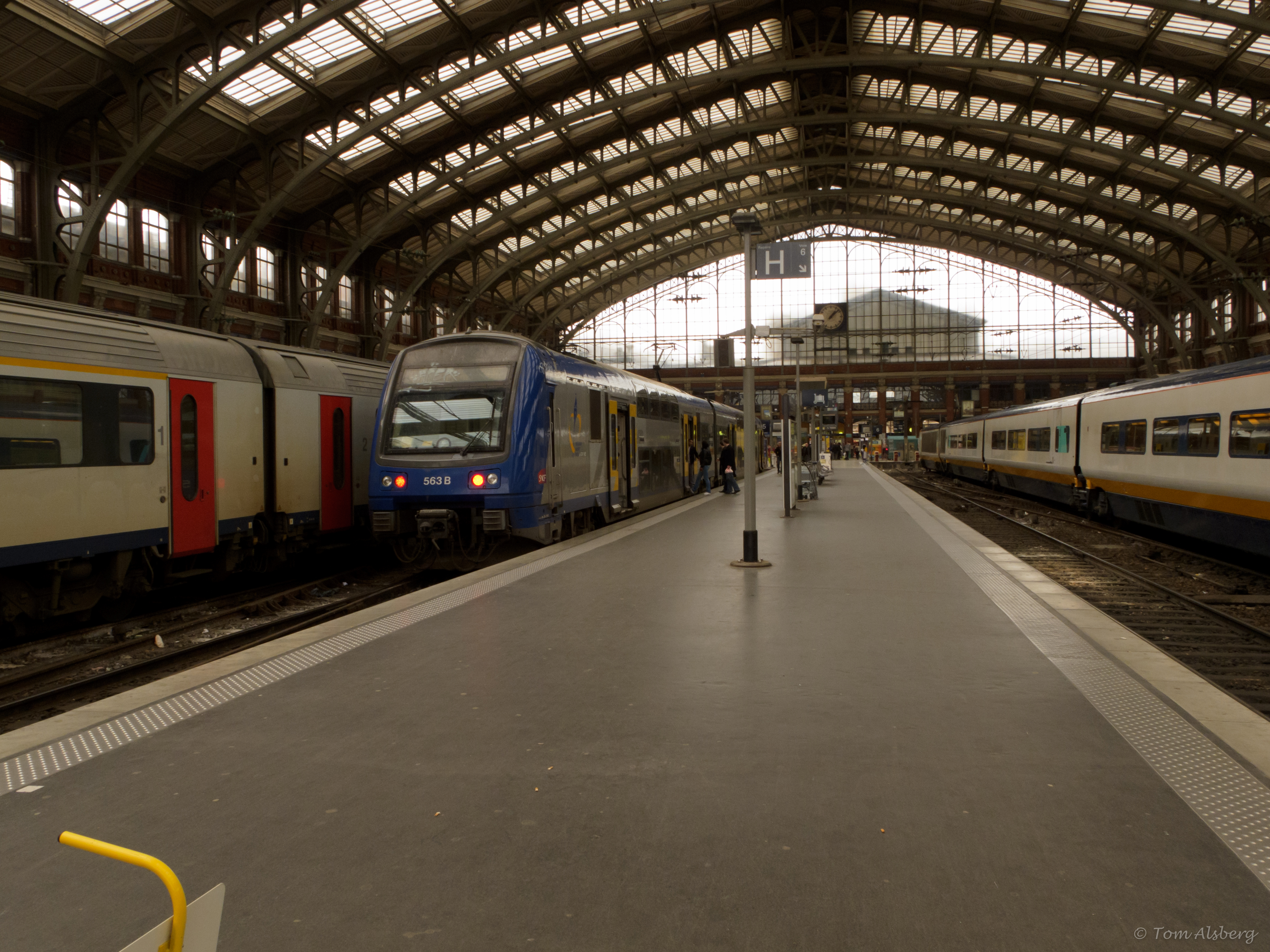
Los andenes de la estación

### Alta velocidad
Si bien el tráfico de alta velocidad está casi totalmente absorbido por la nueva estación de Lille-Europa, algunos trenes TGV siguen transitando por la estación.
- Línea Lille ↔ París.
- Línea Tourcoing ↔ París.
- Línea Lille ↔ Mulhouse.

### Media Distancia
Los trenes intercité de la SNCF unen las siguientes ciudades:
- Línea Lille ↔ Charleville-Mézières.

Por su parte los intercité de la SNCB, unen:
- Línea Lille ↔ Amberes / Ostende.
- Línea Lille ↔ Lieja

### Regionales
La estación dispone de un amplio tráfico de trenes regionales.
- Línea Lille ↔ Amiens.
- Línea Lille ↔ Rouen.
- Línea Lille ↔ Douai.
- Línea Lille ↔ Orchies.
- Línea Lille ↔ Douai.
- Línea Lille ↔ Comines.
- Línea Lille ↔ Dunkerque.
- Línea Lille ↔ Hazebrouck.
- Línea Lille ↔ Boulogne.
- Línea Lille ↔ Lens.
- Línea Lille ↔ Jeumont.
- Línea Lille ↔ Valenciennes.
- Línea Lille ↔ Charleville-Mézières.
- Línea Lille ↔ Lourches.